# ИФАФ Лига шампиона 2016.
ИФАФ Лига шампиона 2016. је трећа сезона Лиге шампиона у америчком фудбалу. У такмичењу је учествовало тринаест клубова. Први пут су наступили тимови из Чешке, Аустрије, Португала, Пољске и Русије, а по два тима ће имати Србија и Турска. Бранилац титуле била је екипа Крусејдерси Карлстад из Шведске. Титулу првака осјила је екипа Пантерси Вроцлав из Пољске.

## Тимови
У лиги је наступало 13 тимова у четири групе - три по три учесника и једна од четири. Распоред је сачињен на основу географске и саобраћајне повезаности.
| Група Север                                              | Група Исток                                                     | Група Центар                                   | Група Југ                                                             |
| -------------------------------------------------------- | --------------------------------------------------------------- | ---------------------------------------------- | --------------------------------------------------------------------- |
| Лајонси Праг Пантерси Вроцлав Тријангл рејзорбекси Вејле | Крусејдерси Карлстад Коч рамси Истанбул Грифони Санкт Петербург | Симени Милано Вулвси Будимпешта Вукови Београд | Султанси Истанбул Девилси Лисабон Денјуб драгонси Беч Дјукси Нови Сад |

## Табеле и резултати
Групна фаза такичења трајала је од средине априла до краја маја 2016. године. Играло се по једнокружном систему.

### Група Север
| Група Север                   | И | Д | И | ДГ | ПГ | Индекс |
| ----------------------------- | - | - | - | -- | -- | ------ |
| 1. Пантерси Вроцлав           | 2 | 2 | 0 | 79 | 17 | +62    |
| 2. Тријангл рејзорбекси Вејле | 2 | 1 | 1 | 30 | 38 | -8     |
| 3. Лајонси Праг               | 2 | 0 | 2 | 14 | 68 | -54    |

| Датум          | Клуб                       | Клуб                       | Резултат |
| -------------- | -------------------------- | -------------------------- | -------- |
| 16. април 2016 | Тријангл рејзорбекси Вејле | Лајонси Праг               | 20:7     |
| 30. април 2016 | Пантерси Вроцлав           | Тријангл рејзорбекси Вејле | 31:10    |
| 15. мај 2016   | Лајонси Праг               | Пантерси Вроцлав           | 7:48     |

### Група Исток
| Група Исток                | И | Д | И | ДГ | ПГ | Индекс |
| -------------------------- | - | - | - | -- | -- | ------ |
| 1. Коч рамси Истанбул      | 2 | 2 | 0 | 53 | 17 | +36    |
| 2. Крусејдерси Карлстад    | 2 | 1 | 1 | 50 | 9  | +41    |
| 3. Грифони Санкт Петербург | 2 | 0 | 2 | 20 | 97 | -77    |

| Датум          | Клуб                    | Клуб                    | Резултат |
| -------------- | ----------------------- | ----------------------- | -------- |
| 17. април 2016 | Коч рамси Истанбул      | Грифони Санкт Петербург | 47:17    |
| 30. април 2016 | Крусејдерси Карлстад    | Коч рамси Истанбул      | 0:6      |
| 14. мај 2016   | Грифони Санкт Петербург | Крусејдерси Карлстад    | 3:50     |

### Група Центар
| Група Центар         | И | Д | И | ДГ | ПГ | Индекс |
| -------------------- | - | - | - | -- | -- | ------ |
| 1. Симени Милано     | 2 | 2 | 0 | 93 | 40 | +53    |
| 2. Вукови Београд    | 2 | 1 | 1 | 76 | 57 | +19    |
| 3. Вулвси Будимпешта | 2 | 0 | 2 | 13 | 85 | -72    |

| Датум          | Клуб              | Клуб              | Резултат |
| -------------- | ----------------- | ----------------- | -------- |
| 16. април 2016 | Вукови Београд    | Симени Милано     | 34:50    |
| 7. мај 2016    | Вулвси Будимпешта | Вукови Београд    | 8:42     |
| 29. мај 2016   | Симени Милано     | Вулвси Будимпешта | 43:6     |

### Група Југ
| Група Југ              | И | Д | И | ДГ | ПГ | Индекс |
| ---------------------- | - | - | - | -- | -- | ------ |
| 1. Денјуб драгонси Беч | 2 | 2 | 0 | 74 | 44 | +30    |
| 2. Султанси Истанбул   | 2 | 1 | 1 | 28 | 32 | -4     |
| 3. Девилси Лисабон     | 2 | 1 | 1 | 68 | 87 | -19    |
| 4. Дјукси Нови Сад     | 2 | 0 | 2 | 8  | 15 | -7     |

| Датум          | Клуб                | Клуб                | Резултат |
| -------------- | ------------------- | ------------------- | -------- |
| 23. април 2016 | Дјукси Нови Сад     | Денјуб драгонси Беч | 8:14     |
| 23. мај 2016   | Девилси Лисабон     | Султанси Истанбул   | 32:27    |
| 7. мај 2016    | Денјуб драгонси Беч | Девилси Лисабон     | 60:36    |
| 15. мај 2016   | Султанси Истанбул   | Дјукси Нови Сад     | 1:0      |

## Финални турнир
На финалном туриниру играли су победници све четири групе. Домаћин турнира је била екипа Пантерси Вроцлав из Пољске, а фајнал-фор одигран је 22. и 24. јула 2016.
| Група Север      | Група Исток        | Група Центар  | Група Југ           |
| ---------------- | ------------------ | ------------- | ------------------- |
| Пантерси Вроцлав | Коч рамси Истанбул | Симени Милано | Денјуб драгонси Беч |

### Полуфинале
Полуфинални мечеви одиграни су 22. јула 2016. године у Вроцлаву.
| Датум        | Клуб               | Клуб                | Резултат |
| ------------ | ------------------ | ------------------- | -------- |
| 22. јул 2016 | Коч рамси Истанбул | Симени Милано       | 14:17    |
| 22. јул 2016 | Пантерси Вроцлав   | Денјуб драгонси Беч | 49:34    |

### Финале
Финална утакамица одиграна је 24. јула 2016. на стадиону Опоровска, Вроцлaв.
| Датум        | Клуб          | Клуб             | Резултат |
| ------------ | ------------- | ---------------- | -------- |
| 24. јул 2016 | Симени Милано | Пантерси Вроцлав | 37:40    |

| Првак ИФАФ Лиге шампиона 2016. |
| ------------------------------ |
| Пантерси Вроцлав 1. титула     |